# تقلص (طب)
التقلص عكسه الارتخاء, والإثنين طبيعيان, أمّا التشنج فهو تقلّص مسترسل وهو مَرَضي) يستعمل كعلاج في التّرويض الطّبّي ونميّز فيه التّقلّص السّاكن (تقلّص من دون حركة، نستعمله مثلا لتقوية عضلة ضامرة مفصلها هشّ)، والتّقلّص المتحرّك (لتقوية عضلة ضامرة مفصلها سليم.
تقويّة العضلات: تطلب في ميدانين:
- تقويّة العضلات السّليمة، لتحقيق سبق رياضي.
- تقويّة العضلات المعتلّة، بتقنية ترويضية تهدف تقويّتها والحفاظ على توازنها مع مماثلاتها المقابلة السّليمة حتّى لا تميل المفاصل وتعوجّ بسبب تغلّب العضلات السّليمة (تختلف التّقنيات التّرويضية بحسب الإصابات؛ الرّوماتزم وتقنياته التي تراعي المفاصل وتتحاشى إرهاقها، الحَـثـَـل العضلي وتقنياته التي تراعي سرعة تعب العضلات..).